# Luzuriaga radicans
Luzuriaga radicans är en alströmeriaväxtart som beskrevs av Hipólito Ruiz López och Pav.. Luzuriaga radicans ingår i släktet Luzuriaga och familjen alströmeriaväxter. Inga underarter finns listade i Catalogue of Life.

## Bildgalleri

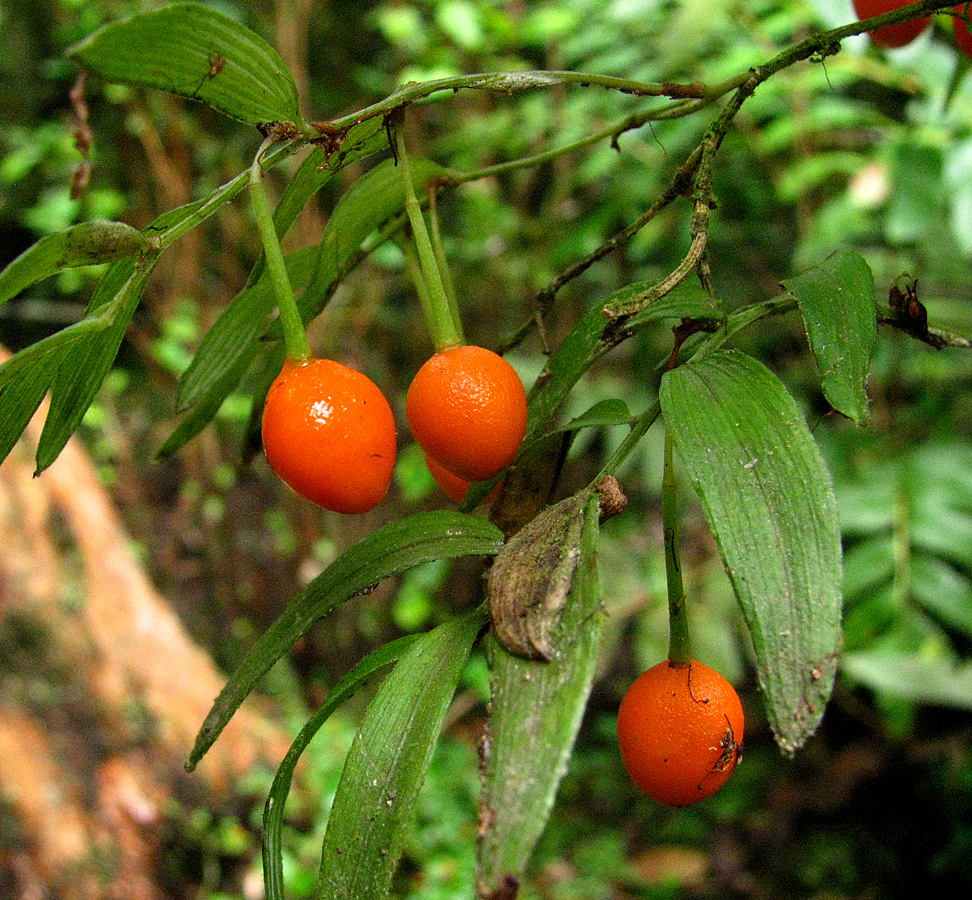
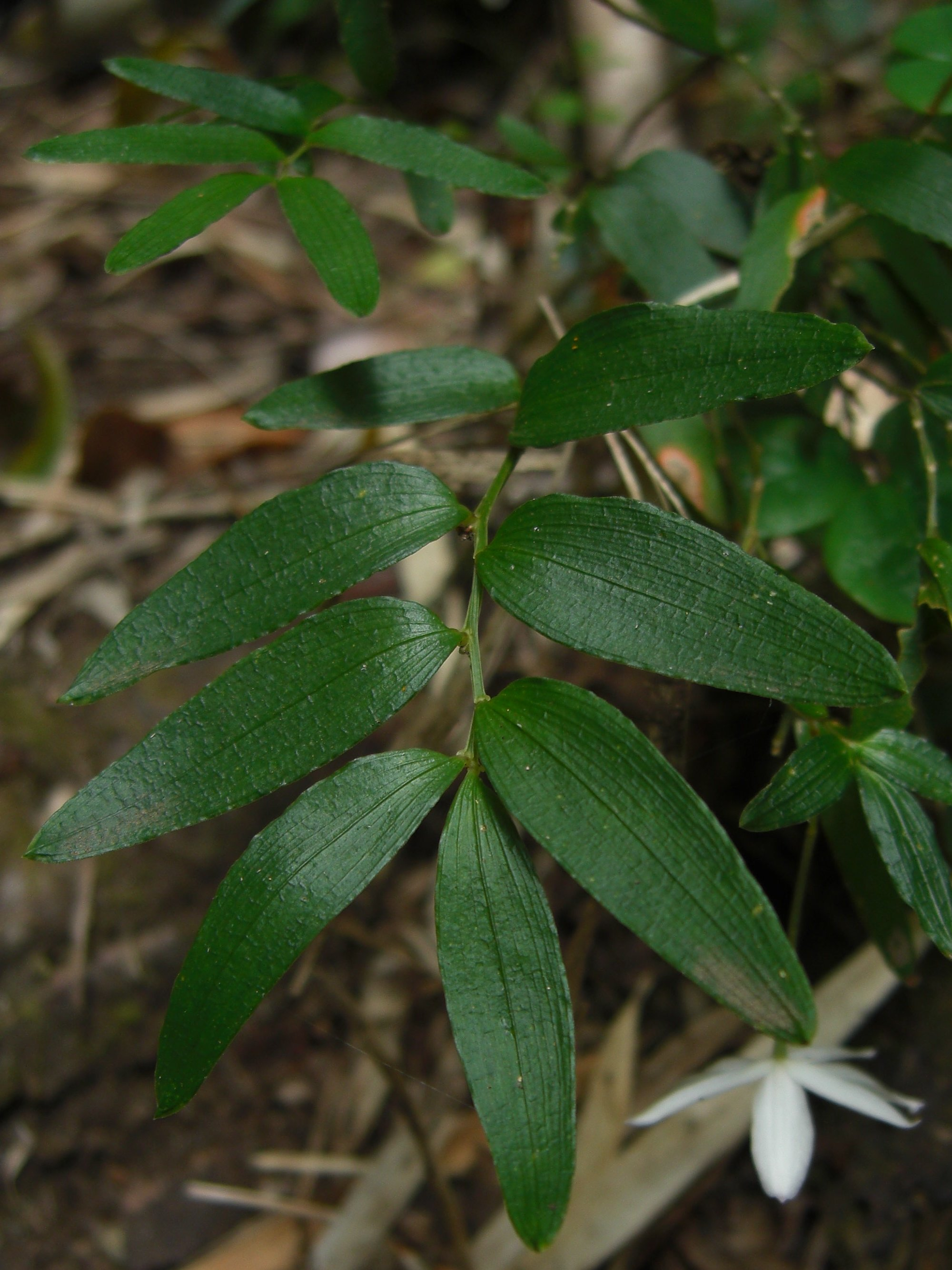
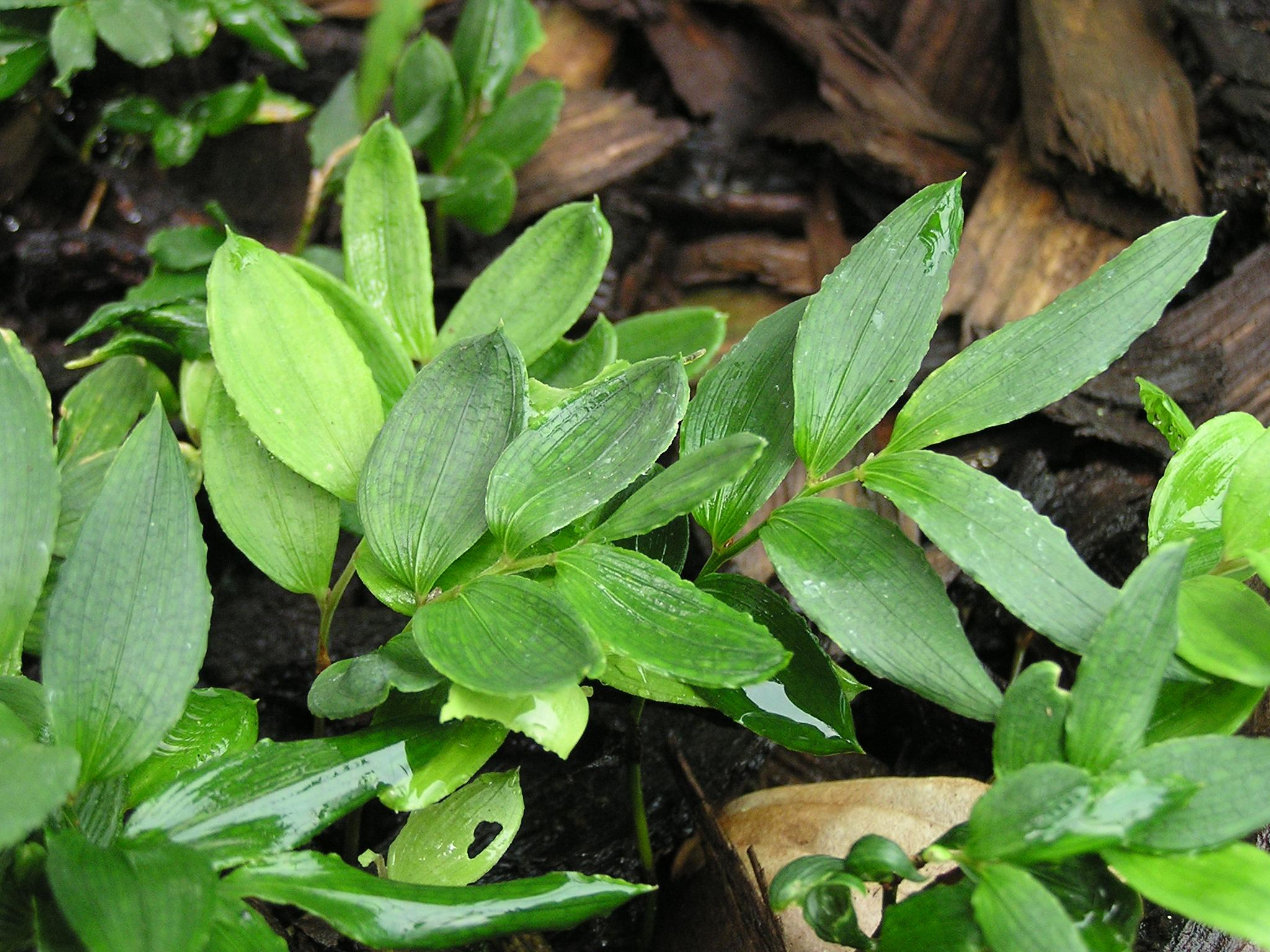
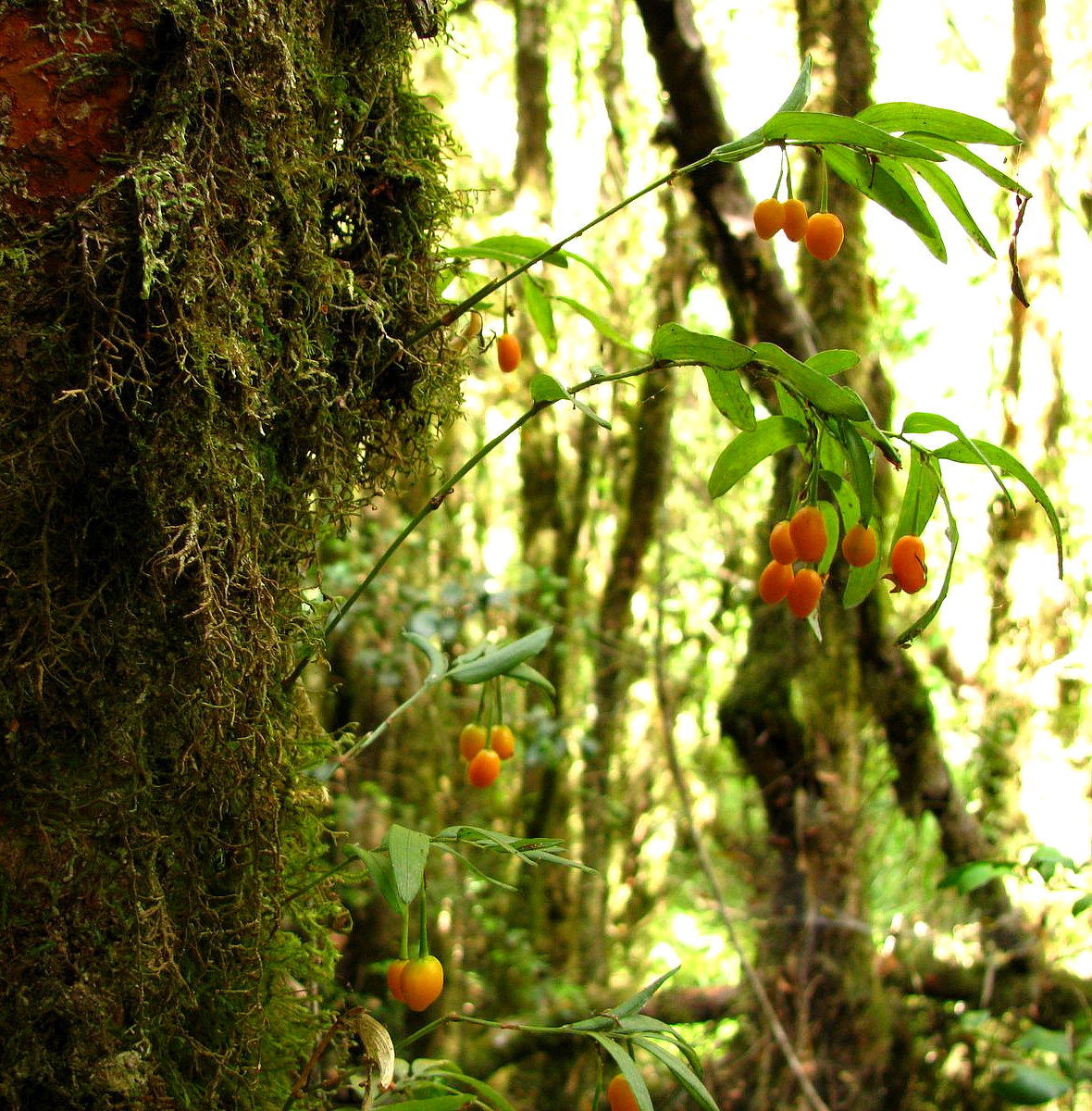
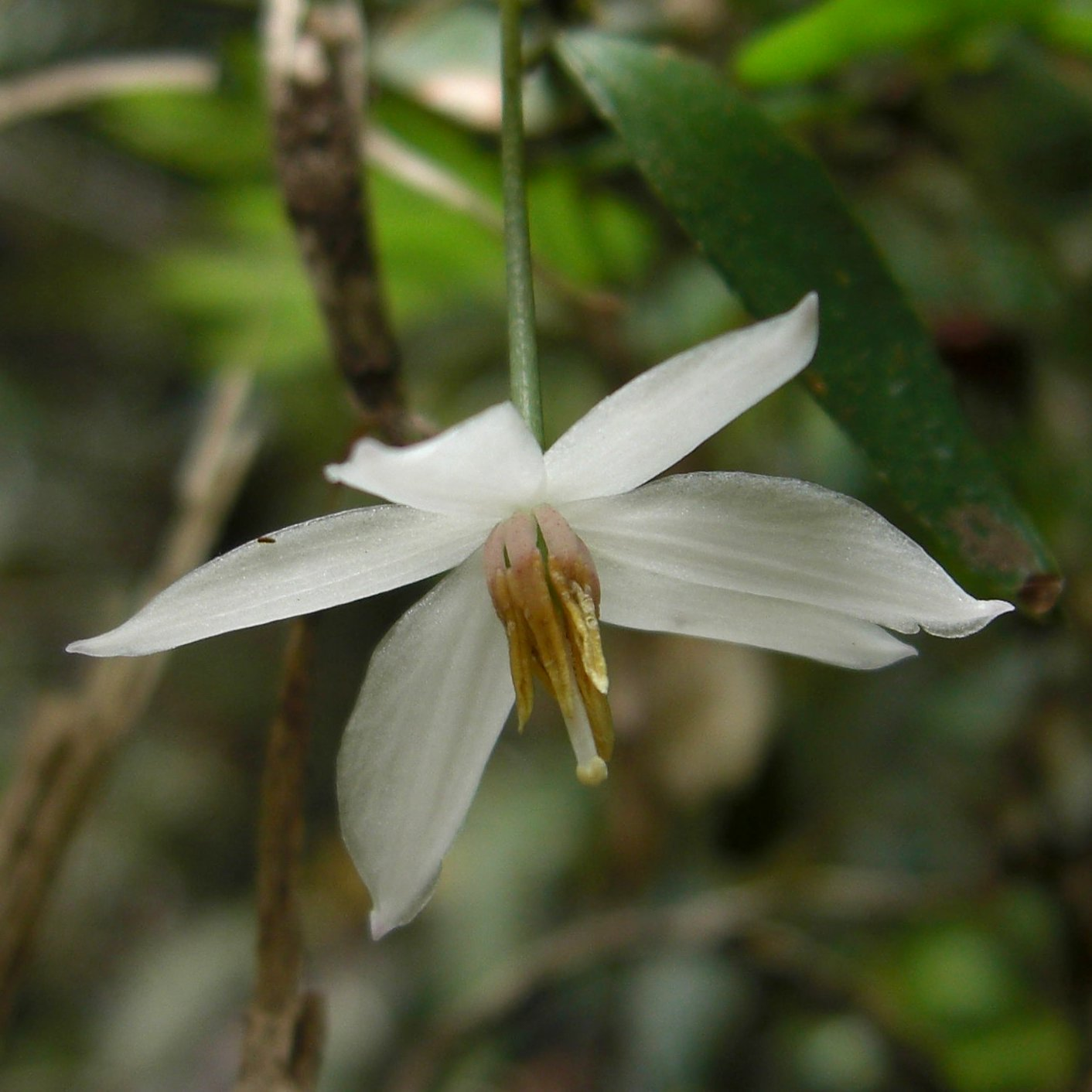